# لوكاس مارتينيز كوارتا
لوكاس مارتينيز كوارتا (بالإسبانية: Lucas Martínez)‏ هو لاعب كرة قدم أرجنتيني يلعب كمدافع في نادي فيورنتينا.

## روابط خارجية
- لوكاس مارتينيز كوارتا على موقع الاتحاد الأوربي (الإنجليزية)
- لوكاس مارتينيز كوارتا على موقع إي إس بي إن إف سي (الإنجليزية)
- لوكاس مارتينيز كوارتا على موقع قاعدة بيانات كرة القدم.إي يو (الإنجليزية)
- لوكاس مارتينيز كوارتا على موقع ليكيب (الفرنسية)
- لوكاس مارتينيز كوارتا على موقع ناشيونال فوتبول تيمز (الإنجليزية)
- لوكاس مارتينيز كوارتا على موقع Soccerbase.com (لاعب) (الإنجليزية)
- لوكاس مارتينيز كوارتا على موقع Soccerway.com (الإنجليزية)
- لوكاس مارتينيز كوارتا على موقع عالم كرة القدم.نت (الإنجليزية)
- لوكاس مارتينيز كوارتا على موقع AS.com (الإسبانية)